# Oia (obecní jednotka)
Oia (řecky Οία) je řecká obecní jednotka na ostrovech Théra a Thirasia v Egejském moři v souostroví Kyklady. Do roku 2011 byla obcí. Nachází se v severní části ostrova Théra a zahrnuje také ostrov Thirasia. Na jihu sousedí s obecní jednotkou Théra. Je jednou ze dvou obecních jednotek na ostrově.

## Obyvatelstvo
Obecní jednotka Oia (řecky Δημοτική Ενότητα Οίας) se skládá ze 2 komunit. V závorkách je uveden počet obyvatel komunit a sídel.
- Obecní jednotka Oia (1545)
  - komunita Oia (1226) – Finika (222), Koloumbos (23), Oia (665), Ormos Ammoudiou (23), Ormos Armenis (4), Paradisos (92), Tholos (197),
  - komunita Thirasia (319) – Agia Irini (39), Agrilia (2), Ormos Korfou (5), Potamos (113), Thirasia (160).